# Ernie Pieterse
Ernest "Ernie" Pieterse, född 4 juli 1938 i Parow i Kapprovinsen, död 
1 november 2017 i Johannesburg, var en sydafrikansk racerförare.

## Racingkarriär
Pieterse körde några grand prix-lopp i Sydafrika utanför formel 1-VM säsongerna 1961 och 1962 och slutade som bäst femma i en privat Lotus-Climax i Natals Grand Prix 1962. Han körde även i F1-loppen i Sydafrika 1962 och Sydafrika 1963. Han försökte senare kvalificera sig till loppet i Sydafrika 1965, men lyckades inte. 

## F1-karriär
| Säsong | Stall/Tillverkare              | Poäng | Placering |
| ------ | ------------------------------ | ----- | --------- |
| 1962   | Ernest Pieterse (Lotus-Climax) | 0     | –         |
| 1963   | Lawson (Lotus-Climax)          | 0     | –         |
| 1965   | Lawson (Lotus-Climax)          | 0     | –         |